# Norton Contreras
Norton Contreras, mit vollständigem Namen Luis Armando Contreras Reyes, (* 15. Juni 1919 in Aguas Blancas; † 3. August 1991 in Santiago de Chile) war ein chilenischer Fußballspieler. Der Stürmer gewann drei nationale Meisterschaften und spielte 14-mal in der chilenischen Nationalmannschaft, für die er zwei Tore erzielte.

## Karriere

### Verein
Norton Contreras begann im Barrio San Eugenio bei der Escuela 57 mit dem Fußballspielen. Der Offensivspieler kam in die Jugend des CSD Colo-Colo und debütierte 1937 im Campeonato de Receso, 1939 dann in der Primera División. Mit den Albos gewann er direkt die Meisterschaft 1939. Zwei Jahre später, 1941, gelang es dem Klub, in 17 Ligaspielen die Meisterschaft ohne Niederlage zu holen. 1943 wechselte der Chilene zum CA Banfield nach Argentinien, blieb dort allerdings nur ein Jahr und kehrte zu Colo-Colo zurück. Dort wurde er 1944 erneut Meister. Zum Abschluss seiner aktiven Laufbahn spielte Contreras in Mexiko bei Club América. Er war der erste Chilene, der in Mexiko professionell Fußball spielte.

### Nationalmannschaft
Norton Contreras debütierte beim Campeonato Sudamericano 1941 im ersten Gruppenspiel beim 5:0-Erfolg gegen Ecuador. Kurz vor Ende der Partie erzielte der Stürmer mit seinem ersten Länderspieltreffer den 5:0-Endstand. Zudem kam Contreras im letzten Gruppenspiel bei der 0:1-Niederlage gegen Argentinien zum Einsatz. Das Team von Nationaltrainer Máximo Garay beendete das Turnier auf dem dritten Platz.
Beim Campeonato Sudamericano 1942 spielte Norton Contreras alle sechs Partien für Chile und erzielte bei der 1:6-Niederlage gegen Uruguay die Führung in der ersten Spielminute. Für La Roja endete das Turnier mit einem Sieg, zwei Unentschieden und drei Niederlagen auf dem sechsten Platz der sieben Teams.
Contreras spielte ebenfalls beim Campeonato Sudamericano 1945 alle sechs Partien, davon kam der Offensivspieler gegen Bolivien, Argentinien und Brasilien als Einwechselspieler in das Spiel. Chile belegte mit vier Siegen, einem Unentschieden und einer Niederlage den dritten Platz. Die Einwechslung für Erasmo Vera im Spiel gegen Brasilien war das letzte Länderspiel von Contreras. Insgesamt lief er 14-mal für Chile auf und erzielte zwei Tore.

## Erfolge
Colo-Colo
- Chilenischer Meister: 1939, 1941, 1944
- Campeonato de Apertura: 1940
- Campeonato de Campeones: 1945